# 霸王鞭
霸王鞭（学名：Euphorbia royleana）是大戟科大戟属的植物，为中国的特有植物。分布于印度、巴基斯坦、喜马拉雅地区以及中国大陆的四川、云南、广西等地，生长于海拔200米至1,750米的地区，常生长在干热河谷，目前已由人工引种栽培。